# Sustitución (servicio militar)

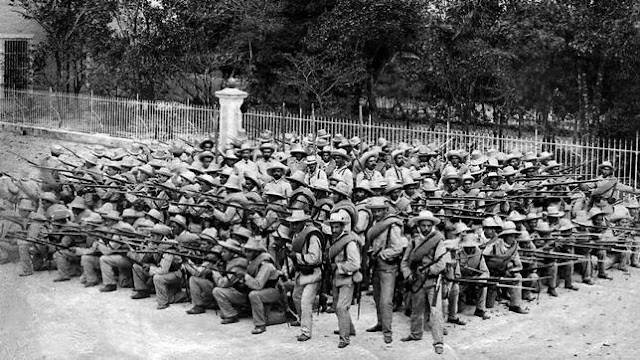
Formación de soldados españoles con destino a la guerra de Cuba.

La sustitución fue una figura creada en 1837 en España por la cual el cumplimiento del servicio militar mediante el sistema de las quintas podía desempeñarse por medio de otra persona calificada como "sustituto". Esta vía junto a la redención en metálico permitieron a las clases acomodadas evitar el cumplimiento personal del servicio militar especialmente en caso de conflictos militares, hasta su desaparición en 1912.

## Historia
El artículo 63. 4º de la Ley de Reemplazos de 2 de noviembre de 1837 estableció que serían excluidos del servicios militar "Los que hayan puesto sustitutos en los términos y por el tiempo que lo hayan permitido las leyes, ordenanzas y reales decretos.
El capítulo XIV de esta ley regulaba la sustitución, estableciendo: "El servicio militar podrá desempeñarse por medio de sustitutos, pero esta sustitución ha de ser individual". El sustituto debía ser mozo sorteble de la misma provincia o licenciado del ejército. El sustituido quedaba como responsable durante un año, por si desertaren los sustitutos.
En 1844, se endureció esta figura al exigirse un depósito público de 5.000 reales en el momento de la sustitución que debía ser entregado al sustituto cuando cumpliese el servicio. También ante la aparición de casos de fraudes se exgió que se sometiera al sustituto a exámenes rigurosos para comprobar que cumplía con todas las condiciones para ser admitidos en el ejército.
Con el paso del tiempo se fue limitando, así a partir de 1878, sólo se autorizaron sustituciones entre parientes hasta el cuarto grado civil inclusive, que se restringió aún más en 1882 al permitir sustituciones únicamente entre hermanos. Sin embargo para los destinados a Ultramar se les continuó autorizando la sustitución tal y como se contemplaba originalmente.

### Final
La ley de Reclutamiento y Reemplazo del Ejército de 1912, promovida por el entonces presidente del gobierno, José Canalejas que supuso una profunda reforma del servicio militar en España implantó la obligatoriedad de este. Esta disposición estableció por primera vez, en su artículo 4, la prohibición total de la figura del sustituto así como de la redención en metálico. La desaparición de estas figuras no supuso el final de la existencia de tramientos más favorables para las clases más acomodadas, ya que supuso el nacimiento de la nueva figura del soldado de cuota, que con el pago de una cierta cantidad de dinero, acortaba el cumplimiento del servicio y mejoraba las condiciones de cumplimiento del mismo.